# One Small Step
One Small Step ist ein chinesisch-US-amerikanischer animierter Kurzfilm von Bobby Pontillas und Andrew Chesworth aus dem Jahr 2018. Er war bei der Oscarverleihung 2018 für den Oscar als Bester animierter Kurzfilm nominiert.

## Handlung
Luna Chu träumt seit ihrer frühesten Kindheit davon Astronautin zu werden. Ihr Vater, der sie alleine großzieht, ist Schuhmacher und unterstützt sie bei ihrem Vorhaben. So näht er ihr Kinder-Raumfahrtschuhe, die sie auf dem Weg zur Schule trägt. Auch später richtet er immer wieder ihre Schuhe.
Als Luna älter wird, studiert sie tatsächlich Astrophysik, doch sie wird immer frustrierter. Schlechte Noten, Absagen vom Astronautenprogramm und auch im Sport versagt sie. Kaum nimmt sie die netten Gesten ihres Vaters wahr, der weiter ihre Schuhe näht und für sie kocht. Eines Abends findet sie statt eines warmen Essens nur Vaters Stock vor und eine leere Tasse. Ihr Vater ist verstorben.
Luna ist ganz in Trauer versunken und begräbt auch ihren Traum Astronautin zu werden, bis sie eines Tages Vaters Arbeitszimmer aufräumen will. Dort entdeckt sie alle Schuhe, die er im Laufe seines Lebens für sie gerichtet hat. Auch ihre alten Raumfahrtschuhe. Sie steckt nun erneut Energie in ihre Ausbildung und ihr großer Traum erfüllt sich: sie startet in den Weltraum und betritt den Mond.

## Hintergrund
Bei dem achtminütigen Kurzfilm handelt es sich um den Debütfilm des neu gegründeten Taiko Studios von Shaofu Zhang. Dieser arbeitete lange für The Walt Disney Company, unter anderem an Filmen wie Baymax – Riesiges Robowabohu (2014), Vaiana (2016) und Zoomania (2016). Mit den Taiko Studios wollte er ein internationales Studio gründen, das in China und den Vereinigten Staaten operiert. So entstanden die Animationen in den Studios in Wuhan, während die Regie die ehemaligen Disney-Filmemacher Andrew Chesworth und Bobby Pontillas in Burbank übernahmen.
Der Soundtrack stammt von Steve Horner, der sich von der Beziehung zu seiner eigenen Tochter inspirieren ließ.
Der Film hatte seine Premiere am 25. Juni 2018 auf dem Palm Springs International ShortFest. Es folgten einige Festivalauftritte sowie eine limitierte Kinoveröffentlichung am 8. Februar 2019 in den Vereinigten Staaten. Der Film erschien im September 2018 sowohl über Vimeo als auch YouTube sowie über die eigene Website.

## Auszeichnungen
Der Kurzfilm gewann den Zuschauerpreis auf der SIGGRAPH 2018 und zwei Festivalpreise auf dem Rhode International Film Fest.
One Small Step war bei der Oscarverleihung 2018 für den Oscar als Bester animierter Kurzfilm nominiert.